# Class 1984
Pour les articles homonymes, voir Class.
Série
Class of 1999
(1990)
Pour plus de détails, voir Fiche technique et Distribution.
Class 1984 ou La classe de 1984 au Québec (Class of 1984) est un film canado-américain écrit, produit et réalisé par Mark L. Lester, sorti en 1982.

## Synopsis
Dans un futur proche, Andy Norris, jeune professeur de musique, est nommé comme remplaçant au lycée Abraham Lincoln. Très vite, il se heurte à Peter Stegman, un adolescent meneur d'une bande de délinquants. Norris tente tout d'abord d'apprivoiser la violence des adolescents. Le suicide d'un lycéen sous l'emprise de la drogue le choque particulièrement. Norris sait que la drogue a été vendue par Peter Stegman, mais l'unique adolescent témoin, Arthur, refuse de parler. Très vite, Andy Norris subit les pressions et menaces des adolescents turbulents, particulièrement après avoir refusé Stegman dans son orchestre malgré ses qualités de musicien. Destructions de voitures, menaces, etc., la relation entre le professeur et son élève ne cesse de s'envenimer pour atteindre un point de non retour.

## Fiche technique
Sauf indication contraire, les informations mentionnées dans cette section peuvent être confirmées par la base de données cinématographiques IMDb,  présente dans la section « Liens externes ».
- Titre original : Class of 1984
- Titre français : Class 1984
- Titre québécois : La classe de 1984
- Titre de travail : Guerrilla High
- Réalisation : Mark L. Lester
- Scénario : Mark L. Lester, John C.W. Saxton et Tom Holland
- Direction artistique : Geoffrey Holmes et Edwin Watkins
- Costumes : Lynne MacKay
- Photographie : Albert J. Dunk
- Montage : Howard Kunin
- Musique : Lalo Schifrin
- Production : Arthur Kent, Mark L. Lester et Merrie Lynn Ross
- Société de production : Guerilla High Productions
- Sociétés de distribution : Citadel Films (Canada), United Film Distribution Company (États-Unis), UGC Distribution (France)
- Budget : 4 300 000 de dollars[1]
- Pays d'origine :  Canada,  États-Unis
- Langue originale : anglais
- Format : couleur — 1.85 : 1 — 35 mm — son monophonique
- Genre : anticipation, thriller, action, policier
- Durée : 98 minutes
- Dates de sortie : 
  - États-Unis : 20 août 1982
  - France : 29 septembre 1982
  - Canada : 3 juin 1983
- Classification :
  -  États-Unis : R (Restricted)[2]
  -  France : initialement interdit aux moins de 18 ans[1],[3], puis interdit aux moins de 16 ans[4],[Note 1]
- Affiche : Michel Landi (France)

## Distribution
- Perry King (VF : Jean Roche) : Andrew Norris
- Merrie Lynn Ross : Diane Norris
- Timothy Van Patten (VF : Lambert Wilson) : Peter Stegman
- Roddy McDowall (VF : Jean-Pierre Leroux) : Terry Corrigan
- Stefan Arngrim : Drugstore
- Michael J. Fox (VF : Vincent Ropion) : Arthur
- Keith Knight (VF : Richard Darbois) : Barnyard
- Lisa Langlois (VF : Élisabeth Wiener) : Patsy
- Neil Clifford (VF : Marc François) : Fallon
- Al Waxman : le détective Stewiski
- Erin Flannery : Deneen
- David Gardner (en) : Morganthau
- Steve Pernie : Rejack
- Robert Reece : Leroy
- Joseph Kelly : Jimmy

## Production

### Genèse et développement
Pour écrire le scénario, Mark L. Lester s'inspire de véritables faits divers lus dans la presse. Il s'inspire également d'une visite dans son ancien lycée, Monroe High School, dans la vallée de San Fernando. Il remarque les changements importants dans ce lieu qu'il a quitté en 1964 : « J'étais de retour pour rendre visite à un ancien professeur. [...] Les choses avaient bien changé. Les murs étaient recouverts de graffitis, des gens louches circulaient dans l'établissement, visiblement des trafiquants... Les violences et dégradations y étaient fréquentes. [...] Les enseignants étaient à bout, résignés ». Très marqué, Mark L. Lester poursuit ses recherches dans d'autres établissements. Il sent qu'il tient là un sujet de fiction. Par ailleurs, il s'inspire de films pour peaufiner son scénario : il cite principalement Graine de violence (1955) de Richard Brooks et Orange mécanique (1971) de Stanley Kubrick. Mark L. Lester collabore ensuite avec Tom Holland pour développer davantage l'intrigue. Les deux hommes ne sont pas forcément sur la même longueur d'onde. Tom Holland déclare notamment : « Mark, quant à lui, n'avait pas mes scrupules ; il y est allé à fond, sans se poser la moindre question, quitte à aller trop loin, surtout quand le professeur coupe le bras d'un des hooligans à la scie circulaire. Son idée. Vraiment excessif ». Mark L. Lester fait alors appel à d'autres scénaristes : Barry Schneider puis John C. W. Saxton. Barry Schneider participe principalement aux dialogues, mais demandera que son nom soit retiré du générique, après une projection en raison de la violence du film,.

### Distribution des rôles
Le rôle de Terry Corrigan est proposé à Dennis Weaver, qui refuse trouvant le scénario trop violent,. Le rôle revient finalement à Roddy McDowall.
Pour le rôle de la femme de Norris, Mark L. Lester fait appel à Merrie Lynn Ross, qu'il avait dirigé dans Bobbie Jo and the Outlaw (1976). Elle officie également comme productrice sur ces deux films.
Il s'agit de l'un des premiers films de Michael J. Fox, future star avec la trilogie Retour vers le futur.

### Tournage
Le tournage a lieu d'août à octobre 1981. Pour des raisons budgétaires, il se déroule au Canada, principalement à Toronto (Central Tech. High School, rue Elm, rue Yonge, ...). Le tournage dans l'université de Toronto a lieu durant les vacances scolaires.

## Bande originale
- I Am the Future, interprété par Alice Cooper
- Fresh Flesh, interprété par Fear
- Let's Have a War, interprété par Fear
- Ain't Got No Sense, interprété par Teenage Head
- Stegman's Concerto, interprété par Timothy Van Patten
- Suburbanite, interprété par Jeffrey Baxter
- You Better Not Step Out of Line, interprété par Randall Bramlett
- Alimony, interprété par Teenage Head

## Accueil
À sa sortie, le film suscite des vives critiques. Il est qualifié de « fasciste » ou encore accusé d'inciter à la violence et d'être irresponsable. Sur l'agrégateur américain Rotten Tomatoes, il récolte 74% d'opinions favorables pour 19 critiques et une note moyenne de 6,32⁄10. Sur Metacritic, il obtient une note moyenne de 49⁄100 pour 11 critiques. Les critiques très négatives n'altèrent pas le succès du film en salles : aux États-Unis, il enregistre environ 7 millions de dollars de recettes,. En France, le film totalise 948 133 entrées.
Le film connait une « seconde vie » et un immense succès lors de sa sortie en VHS. Il est cependant interdit de vente sur ce support au Royaume-Uni.

## Distinctions
Le film est dans deux catégories aux Saturn Awards 1983 : meilleur film international et meilleur acteur dans un second rôle 1983 pour Roddy McDowall. Il n'obtient finalement aucun prix.

## Analyse
Au départ du film, un avertissement se résume de la manière suivante : « Ce film est basé sur des faits réels, même si peu de lycées sont à l'image de celui-ci aux États-Unis ». Malheureusement, aucun document (bonus de DVD, making-of, etc) permet de nous montrer ce qui est réel, et ce qui est de l'ordre de la fiction. Rappelons que les films des années 1980 sont dans une perspective de films revanchards, où l'auto-justice est très courante.
Class 1984 évoque un futur proche punk où les jeunes n'ont plus de barrières, on pense à Orange mécanique et bien d'autres films des années 1970 qui expriment des angoisses similaires. Mais il s'agit surtout d'un film d'« angoisse pédagogique », qui à certains égards est même tombé juste (quelques années plus tard, de nombreux lycées américains étaient effectivement équipés de détecteurs de métaux à l'entrée). Class 1984 est un des tout premiers films de ce type (suivront : The Substitute, Battle Royale et bien d'autres) et cette primeur fait de lui un film « culte ». Tous ces films, ainsi que les suites de Class 1984, perdront le côté polémique pour exploiter le « potentiel » film d'action. Ce film fait aussi écho à Graine de violence, l'un des premiers films concernant la violence dans le système éducatif.
La violence du film fait un scandale en France, lors de sa sortie en 1982. En effet, le film est interdit en salle aux mineurs de moins de dix-huit ans. Curieusement, lors de sa diffusion télévisée sur La Cinq, en 1988, il est diffusé en première partie de soirée, sans aucun carré blanc ou autre forme d'avertissement.

## Suites
Le film a eu deux suites, plus ou moins liées au premier film. Class of 1999 (1990), lui aussi réalisé par Mark L. Lester, met en scène trois professeurs recrutés pour faire régner l'ordre dans un lycée américain. Ces professeurs sont en réalité des androïdes sans pitié.
Class of 2001 (intitulé Class of 1999 II: The Substitute en version originale) sort directement en vidéo en  1994. L'intrigue se déroule environ deux ans après celle de Class of 1999.
C'est oublier CLASS 1989. Mais il est facile d'oublier cette suite pathétique.
Mark L. Lester n'a par ailleurs jamais caché son intention de réaliser un remake de Class 1984. En 2016, il déclare qu'il verrait bien une intrigue « dans une école privée ». En 2019, il ajoute : « Ce remake il faudra qu'il soit vraiment très dur, vraiment très violent parce que l'original parait aujourd'hui bien gentil au regard de la réalité de certaines écoles. »